# شیواجی سوندی
شیواجی سوندی (انگلیسی: Shivaji Sondhi؛ زادهٔ) دانشمند در زمینه مکانیک کوانتومی اهل Indian است.